# アレクサ・インターネット
Alexa Internet（アレクサインターネット）は、カリフォルニア州サンフランシスコに本社を置くインターネット関連企業。1996年に設立され、1999年にAmazon.comの傘下となった。Alexa.comは2022年5月1日に終了した。

## 概要
ウェブサイトの利用状況に関するデータを集め、ウェブサイトがどれだけの人に視聴されているかを調査している。alexa.comでは、ドメインへの1日当たりのアクセス数（トラフィック）や訪問者数、直帰率、世界および国内におけるランキングなどを確認できる。なお、Alexa InternetはWayback Machineのデータ提供元でもある。
1997年にAlexa Toolbarを発表。これをインストールすると、ウェブサイトを訪問した際にその訪問情報がAlexa Internet社に送信される。Alexa ToolbarがNetscape NavigatorやInternet Explorerの関連ページ機能の核として採用されたことで、膨大なトラフィックデータを収集しだした。しかし、Alexa Toolbarの利用者はあまり多くなく、とくに日本国内ではAlexa Toolbarの利用者が他国よりも比較的少ないため、Alexaが提供する統計情報には一定の偏りがあるとされている。また、閲覧中のウェブサイトのURLがAlexa Internet社に送信されることから、これをマルウェアなどとみなして削除するアンチスパイウェアも存在する。